# Jamestown (Colorado)
Jamestown és una població dels Estats Units a l'estat de Colorado. Segons el cens del 2000 tenia 205 habitants.

## Demografia
Segons el cens del 2000, Jamestown tenia 205 habitants, 96 habitatges, i 52 famílies. La densitat de població era de 121,8 habitants per km².
Dels 96 habitatges en un 26% hi vivien nens de menys de 18 anys, en un 47,9% hi vivien parelles casades, en un 3,1% dones solteres, i en un 44,8% no eren unitats familiars. En el 30,2% dels habitatges hi vivien persones soles el 5,2% de les quals corresponia a persones de 65 anys o més que vivien soles. El nombre mitjà de persones vivint en cada habitatge era de 2,14 i el nombre mitjà de persones que vivien en cada família era de 2,74.
Per edats la població es repartia de la següent manera: un 19% tenia menys de 18 anys, un 2% entre 18 i 24, un 46,3% entre 25 i 44, un 26,8% de 45 a 60 i un 5,9% 65 anys o més.
L'edat mediana era de 39 anys. Per cada 100 dones de 18 o més anys hi havia 100 homes.
La renda mediana per habitatge era de 67.500 $ i la renda mediana per família de 73.250 $. Els homes tenien una renda mediana de 46.042 $ mentre que les dones 31.875 $. La renda per capita de la població era de 29.904 $. Entorn del 5,9% de les famílies i el 5,4% de la població estaven per davall del llindar de pobresa.

## Poblacions més properes
El següent diagrama mostra les poblacions més properes.